# Aéroport de Zhanjiang
L'aéroport de Zhanjiang était un aéroport chinois desservant la ville de Zhanjiang dans la province du Guangdong (code IATA : ZHA • code OACI : ZGZJ). Il a été remplacé en 2022 par l'Aéroport de Zhanjiang-Wuchuan.

## Histoire
L'aéroport de Zhanjiang a été mis en service en 1952, étendu en 1995 et a repris ses opérations en octobre 1997. Il couvre une superficie de 200 hectares avec une piste 4D. La piste est de 2400 mètres de long et permet l'atterrissage de Boeing 757 ou de plus petits avions. Les 58 000 mètres carrés peuvent accueillir sept appareils en même temps. L'aérogare a une superficie de 6600 mètres carrés avec une capacité annuelle conçue de 1,3 million de passagers. L'aéroport dispose de six voies de l'air intérieur et d'une route internationale. Il y a également un vol charter à destination de Hong Kong.